# فيليب الثالث ملك نافارا
فيليب الثالث (27 مارس 1306 - 16 سبتمبر 1343) المعروف أيضا بـ النبيل أو الحكيم، كان ملك نافارا  منذ 1328 حتى وفاته باشتراك مع زوجته جوان الثانية ملكة نافارا، هو ابن لويس، كونت إفرو ومارغريت دي أرتوا.